# Base commune
Pour les articles homonymes, voir Base.

Un amplificateur à base commune.

En électronique, une base commune est un type d'amplificateur électronique utilisant un transistor bipolaire. Le terme de base commune vient du fait que l'électrode « base » du transistor est reliée à la masse. Dans cette configuration, le signal d'entrée est appliqué à l'émetteur, le signal de sortie étant récupéré au collecteur.
Ce circuit n'est pas le plus employé en basse fréquence, mais il est souvent utilisé pour les amplificateurs qui exigent une impédance d'entrée exceptionnellement basse, comme les
microphones à bobine mobile. Ce circuit est très utilisé dans les amplificateurs à haute fréquence, comme pour la VHF ou l'UHF car sa capacité d'entrée n'est pas accrue par l'effet Miller, responsable de la chute du gain à haute fréquence du montage à émetteur commun. Il est aussi souvent utilisé dans les amplificateurs à plusieurs étages car son courant d'entrée dépend très peu de sa tension de sortie.
Une autre application de ce montage est le « buffer » de courant, le courant d'entrée IE étant quasiment égal au courant de sortie IC.

## Caractéristiques en petits signaux

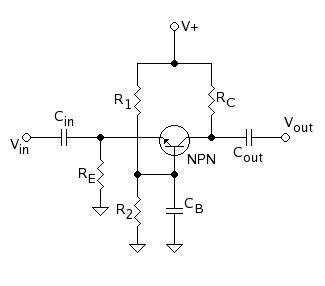

RemarqueLes lignes parallèles indiquent que les composants sont disposés en parallèle.

### Gain en tension
{\displaystyle A_{v}={V_{\mathrm {out} } \over V_{\mathrm {in} }}=g_{m}(R_{\mathrm {C} }\|R_{\mathrm {load} })\,}
Le gain en tension à vide (sans charge, {\displaystyle i_{\mathrm {out} }=0}) est donné par {\displaystyle A_{v0}=g_{m}R_{C}={\frac {\beta _{0}R_{C}}{r_{\pi }}}}

### Résistance d'entrée
{\displaystyle r_{\mathrm {in} }=R_{\mathrm {E} }\left\|{r_{\pi } \over 1+\beta _{0}}\right.}
On néglige la résistance R1//R2 car en petits signaux le condensateur CB court-circuite R1//R2. En général, {\displaystyle {\frac {r_{\pi }}{\beta _{0}+1}}<<R_{E}} et on a donc {\displaystyle r_{\mathrm {in} }\approx {\frac {r_{\pi }}{\beta _{0}}}} qui est donc très faible.

### Gain en courant
{\displaystyle A_{i}={r_{\mathrm {in} } \over R_{\mathrm {load} }}}
Le gain en courant en court-circuit ({\displaystyle v_{\mathrm {out} }=0}) du circuit est donné par {\displaystyle A_{i0}\approx 1}

### Résistance à la sortie
{\displaystyle r_{\mathrm {out} }=R_{\mathrm {C} }\,}
Les variables non listées sur le schéma sont :
- gm : la transconductance en siemens, calculée grâce à {\displaystyle g_{m}={I_{\mathrm {C} } \over V_{\mathrm {T} }}\,}, avec :
  - {\displaystyle I_{\mathrm {C} }\,} : le courant de polarisation du collecteur,
  - {\displaystyle V_{\mathrm {T} }={kT \over q}\,} est la tension thermique. Elle dépend de la constante de Boltzmann k, de la charge élémentaire q, et de la température T du transistor en kelvins. À température ambiante elle est de 25 mV (cf. Google calculator).
- {\displaystyle \beta _{0}={I_{\mathrm {C} } \over I_{\mathrm {B} }}\,} est le gain en courant à basse fréquence (communément appelé hFE). C'est un paramètre spécifique à chaque transistor. Il est indiqué dans sa fiche technique.
- {\displaystyle r_{\pi }={\beta _{0} \over g_{m}}={V_{\mathrm {T} } \over I_{\mathrm {B} }}\,}

### Courant à saturation
{\displaystyle IcSat={\frac {Vcc}{\left(Rc+Re\right)}}}

### Courant collecteur
{\displaystyle Ic={\frac {\left(\left({\frac {R2}{R1+R2}}\right)*Vcc\right)-0,7}{Re}}}

### Tension d'entrée du collecteur
{\displaystyle Vce=Vcc-\left(Ic*\left(Rc+Re\right)\right)}

### Résistance d'entrée
{\displaystyle Ren=Re'//Re}

### Résistance d'entrée «prime»
{\displaystyle Re'={\frac {25}{Ie}}\simeq {\frac {25}{Ic}}}